# Biggin Hill
Biggin Hill est situé dans l'arrondissement de Bromley (dans l'actuel « Grand Londres »), à 13 kilomètres de Bromley. Il constitue le point culminant du Grand Londres, avec une altitude maximale de 245 mètres.

## Aérodrome de la RAF
C'est dans ce quartier que se trouve l'aéroport de Biggin Hill (code AITA : BQH) qui occupe une partie des terrains autrefois occupés par la RAF. C'est sur cet aérodrome qu'eut lieu la réunion en ce qui concerne l'opération Crossbow contre les bombes volantes V-1 allemandes. L'ancienne base joua aussi un rôle important durant la bataille d'Angleterre du fait de sa situation à l'extrême sud de Londres. L'aéroport dans sa version moderne est également présent dans le roman Da Vinci Code.
À la place des terrains d'aviation de la RAF situées à l'ouest, on trouve maintenant une propriété de Bernie Ecclestone. Seule une petite section des terrains de Biggin Hill, comprenant notamment une chapelle, est encore à la charge de la RAF ; on y trouve la réplique d'un Hawker Hurricane et d'un Supermarine Spitfire.
Au sud, les terrains sont occupés par le Biggin Hill Business Park et diverses associations d'aéroclubs.
L'aéroport actuel accueille de nombreux jets privés de la taille d'un Boeing 737.

## Transports
Malgré la présence d'un aéroport, le quartier de Biggin Hill reste très peu desservi, du fait de son éloignement dans l'arrondissement de Bromley mais aussi par rapport au reste de Londres. Seules des lignes de bus desservent le quartier.

## Formule 1
L'équipe de production et de diffusion de la Formule 1 est basée à Biggin Hill, où 170 personnes travaillent.